# Hästskospindel
Hästskospindel (Hybauchenidium ferrumequinum) är en spindelart som först beskrevs av Grube 1861.  Hästskospindel ingår i släktet Hybauchenidium och familjen täckvävarspindlar. Arten är reproducerande i Sverige. Inga underarter finns listade i Catalogue of Life.